# Замок Маруя
Замок Маруя (яп. 丸屋城, まるやじょう, маруя-дзьо) — замок в Японії, в містечку Сімо-Камаґарі міста Куре префектури Хіросіма. Розташований на вузькому мисі Тендзін, висотою 20—40 м, у північно-східній острова Сімо-Камаґарі у Внутрішньому Японському морі. Резиденція самурайсько-піратського роду Таґая. Заснований 1351 року. Складається з трьох дворів, розміщених один на одному. Нижній третій двір має площу 100 х 49 м. Верхній перший двір - 10 х 27 м. У верхньому дворі знаходився Храм бодгісаттві Каннон. Головна частина замку розташована у основи мису. Північно-східний виступ третього двору пересічений у двох місцях пустими ровами. Ліквідований на початку 17 століття. 